# Yadana-Projekt
Das Yadana-Projekt ist ein Gasförderungsprojekt im Golf von Bengalen in Birma (Myanmar). Partner im Yadana-Projekt sind die Petroleum Authority of Thailand Exploration and Production, die französische Gesellschaft Total, die US-amerikanische Gesellschaft Unocal und die Myanmar Oil and Gas Enterprise.
Das geförderte Gas aus dem Projekt wird primär über eine eigene Pipeline nach Thailand exportiert.
Das Projekt ist unter Menschenrechtsorganisationen sehr umstritten. Diese werfen den Betreibern vor, dass für den Bau der Pipeline Zwangsarbeiter eingesetzt und Bewohner entlang der Strecke von ihren Dörfern vertrieben wurden. Unocal wurde deswegen in den USA mehrmals auf Entschädigungen verklagt. Ein Dokumentarfilm mit dem Titel "Total Denial" zeigt Hintergründe auf.